# Lee Hsien Loong
Lee Hsien Loong (kinesisk: 李显龙,pinyin: Lǐ Xiǎnlóng), født 10. februar 1952 i Singapore, er en politiker fra Singapore, som siden 12. august 2004 har fungeret som Singapores premierminister. Han er medlem af Singapores dominerende politiske parti People's Action Party. Udover sin funktion som premierminister fungerer han også som landets finansminister. Lee er gift med Ho Ching, som er direktør for det statlige investerings- og finansieringsselskab Temasek Holdings, som kontrolleres af Singapores Finansministerium.
Lee er ældste søn af Singapores første premierminister Lee Kuan Yew og hans hustru Kwa Geok Choo. I sin fars biografi beskrives Lee som en søn, som meget tidligt fulgte i sin fars fodspor. Han indledte sin skolegang på Nanyang Primary School, læste videre på Catholic High School og fortsatte derefter på National Junior College, hvor han i øvrigt lærte at spille klarinet. Han studerede matematik på Trinity College i Cambridge og afsluttede med førstekarakter i matematik og Cambridge Diploma in Computer Science i 1974. Senere gennemførte han en Master of Public Administration (MPA) fra Harvards Kennedy School of Government omkring 1980.
Lee tilsluttede sig i 1971 til Singapore Armed Forces (SAF) og steg hurtigt i graderne og blev landets hidtil yngste brigadegeneral. I 1978 indledte han studier ved US Army Command and General Staff College i Fort Leavenworth. Han afsluttede sin militære karriere i 1984 for at påbegynde en politisk karriere og blev samme år indvalgt i Singapores parlament. Umiddelbart herefter blev Lee af sin far blev udnævnt til handels- og industriminister. I 1986 blev han forfremmet til kredsen af regeringens ledende ministre.
Da Goh Chok Tong afløste Lee Kuan Yew som Singapores premierminister 28. november 1990, blev Lee Hsien Loong udnævnt till vicepremierminister. Han opretholdt sit fokus på økonomien og den offentlige sektor samtidigt med at han forblev på posten som handels- og industriminister frem til 1992.
Lee blev i 1998 udnævnt til formand for Singapores centralbank og han blev finansminister 2001. Gennem Lees 13 år som vicepremierminister havde han betydelig indflydelse på udviklingen i Singapore, specielt inden for økonomiske og sociale områder.
Den 12. august 2004 blev Lee Hsien Loong udnævnt til Singapores premierminister som efterfølger til Goh Chok Tong som overtog posten som formand for centralbanken efter Lee. 
På trods af en umiddelbart glorværdig karriere, har kritikken mod Lee været fremtrædende. Hans far Lee Kuan Yew, Singapores første premierminister og grundlægger af det totalt dominerende People's Action Party, anklages for at agere i kulissen, hvorfra han er med til at sikre familiens jerngreb om den lille bystats politiske og økonomiske struktur. OpenDemocracy kårede i 2006 Lee Hsien Loong som "Verdens værste demokrat, 2006".